# Прінсенбек
Прінсенбек (нід. Prinsenbeek) — село в нідерландській провінції Північний Брабант. Входить до муніципалітету Бреда.
Його площа становить 17,11 км², а населення станом на 2021 рік складало 12 140 осіб.
До 1997 року мало статус окремого муніципалітету.

## Галерея

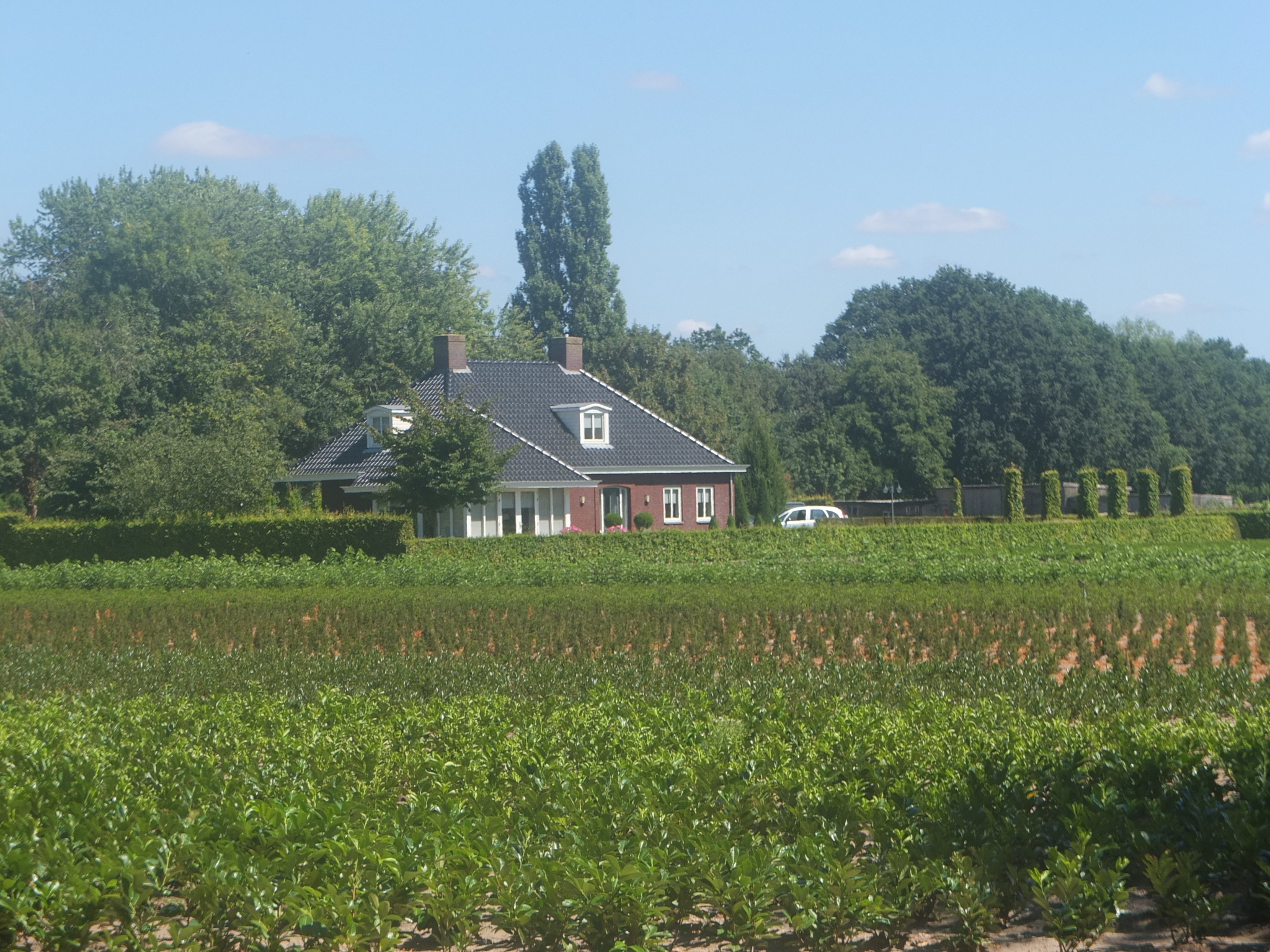
Ферма у селі
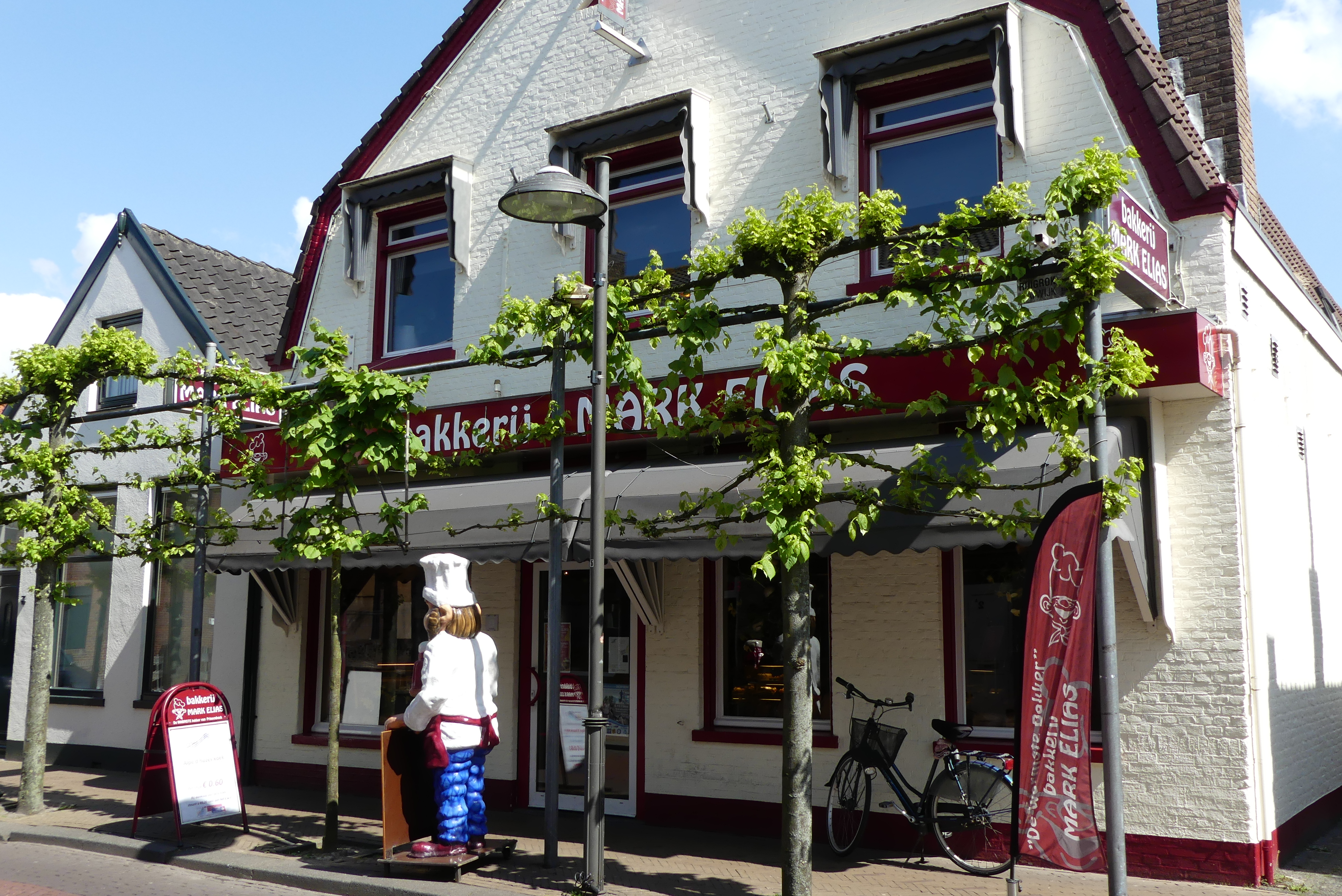
Сільська пекарня
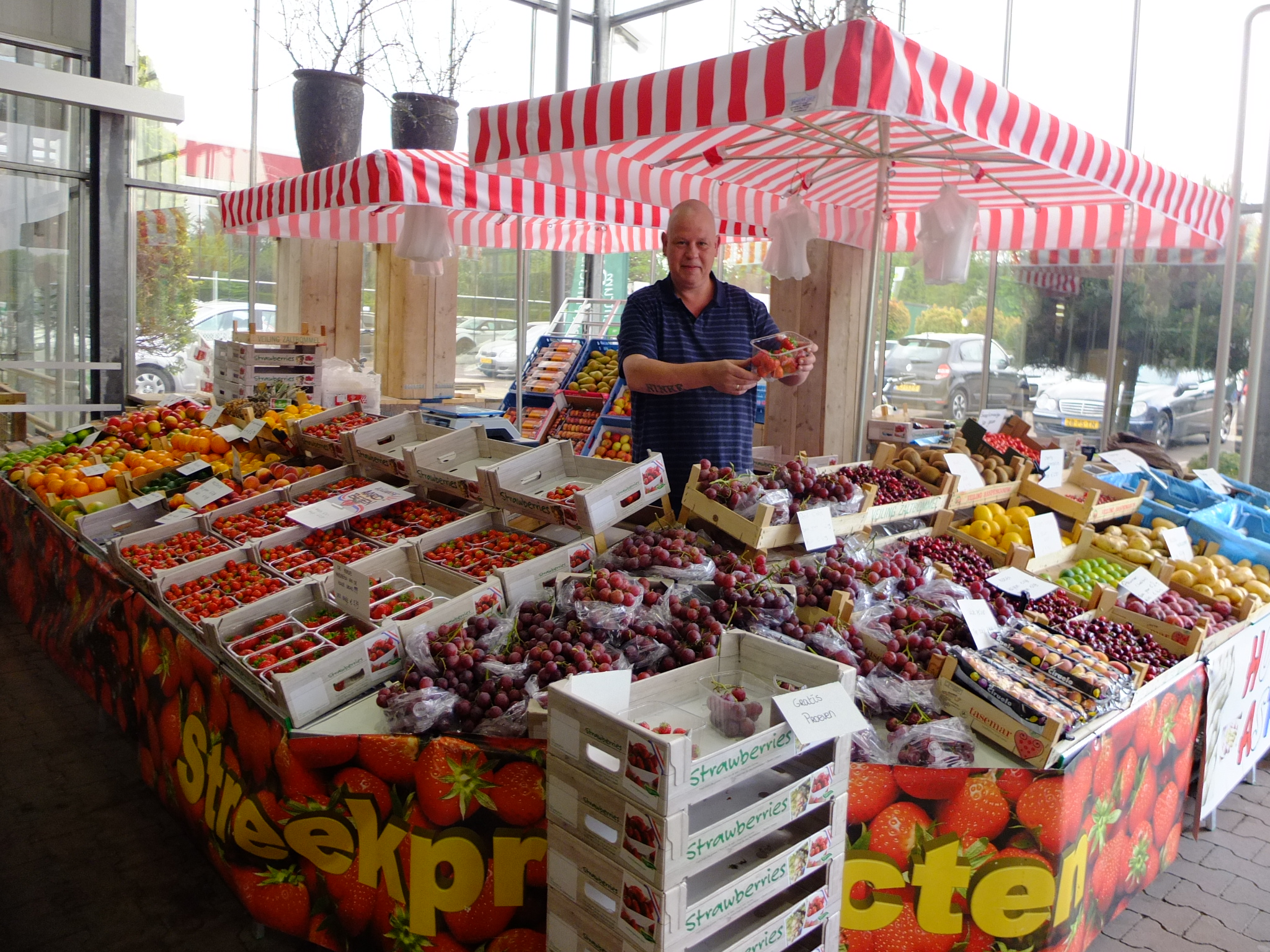
Ринок у Прінсенбеку
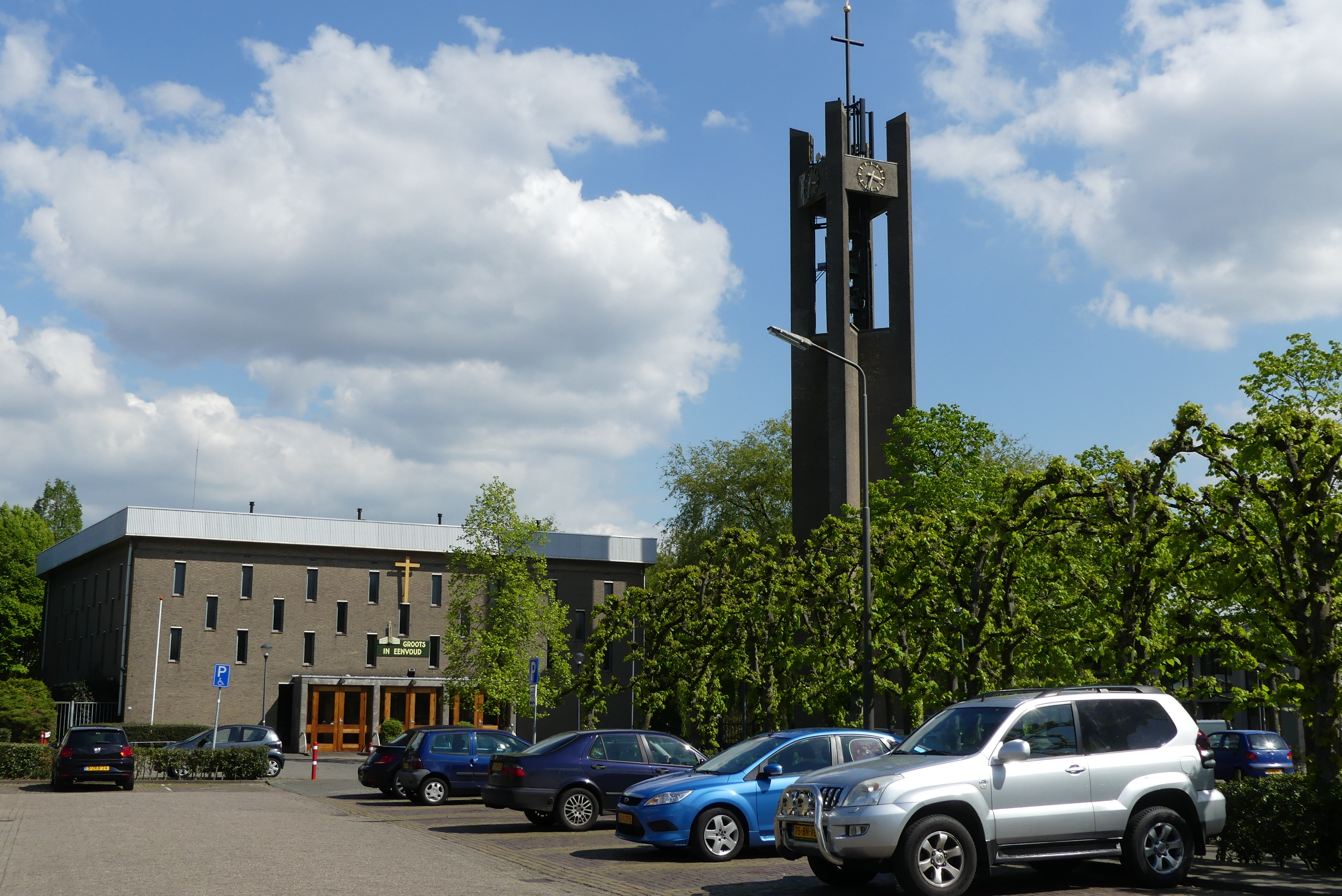
Сільська церква